# ایدن، شهرستان پیوریا، ایلینوی
ایدن (به انگلیسی: Eden) یک منطقهٔ مسکونی در ایالات متحده آمریکا است که در شهرستان پئوریا، ایلینوی واقع شده‌است. ایدن ۲۲۱٫۹ متر بالاتر از سطح دریا واقع شده‌است.